# ماغنوس ليندبرغ (موسيقي)
ماغنوس ليندبرغ (بالسويدية: Magnus Lindberg)‏ هو موسيقي سويدي، ولد في 21 مايو 1952، وتوفي في 26 فبراير 2019 بسبب سرطان.

## وصلات خارجية
- الموقع الرسمي
- ماغنوس ليندبرغ على موقع IMDb (الإنجليزية)
- ماغنوس ليندبرغ على موقع ميوزك برينز (الإنجليزية)
- ماغنوس ليندبرغ على موقع ديسكوغز (الإنجليزية)